# Unidade de Desenvolvimento de Controlo aéreo da Linha da Frente
A Unidade de Desenvolvimento de Controlo aéreo da Linha da Frente foi uma unidade da Real Força Aérea Australiana (RAAF) responsável por providenciar treino em controlo aéreo táctico aos pilotos da RAAF. Foi formada em 2002 a partir do Esquadrão N.º 76 e foi fundida com o Projecto Táctico Especial da RAAF no dia 3 de Julho de 2009 para formar o Esquadrão N.º 4.